# Luigi Dorigo
Luigi Egidio Dorigo (San Michele Extra, 25 novembre 1850 – Verona, 10 dicembre 1927) è stato un avvocato e politico italiano.

## Biografia
Avvocato civilista, presidente del locale ordine degli avvocati, inizia la sua attività politica come consigliere alla provincia di Verona, dove ricopre le cariche di presidente della deputazione e del consiglio provinciale. Fervente patriota, restituisce una onorificenza austro-ungarica dopo i fatti di Innsbruck e organizza durante la prima guerra mondiale il fascio civile di resistenza e la casa del soldato, mantenendo alto lo spirito dei reduci e delle popolazioni per affrontare una eventuale invasione austriaca del Veneto.